# Жауфре Рюдель

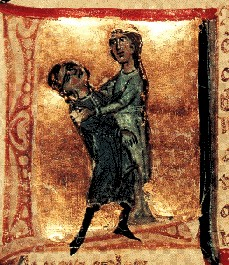
Жофре Рюдель вмирає на руках Годьєрни Триполітанської

Джауфре́ Рюде́ль де Блая (Jaufré Rudel de Blaia), згідно з окситанською вимовою, або Жофре́ Рюде́ль де Бле (Jaufré Rudel de Blaye), згідно з французькою — провансальский трубадур першої половини або середини ХІІ ст., що здобув найбільшу славу завдяки віршам, у яких оспівував «кохання здалеку» — любов до прекрасної жінки, котру не бачив ніколи у житті.

## Проблема визначення особистості поета
До сьогодні дослідники не дійшли спільної думки щодо того, хто саме з роду сеньйорів де Блая був поетом (і, відповідно, хто ж була «далека дама» Рюделя). Серед вчених панують дві рівнозначні гіпотези.
Рой Розенштейн вважає, що трубадуром був Джауфре Рюдель І, старший син Жерара де Блая, який народився близько 1100 року (дата смерті невідома).
Натомість авторки «Повсякденного життя за часів трубадурів…» та шевальє де Курсель, який склав перше генеалогічне дерево родини де Блая, вважають, що поетом був Джауфре Рюдель ІІ, другий син Джауфре Рюделя І і онук Жерара (* між 1125 та 1130 — † бл. 1162), який помер, не лишивши по собі нащадків.
У першому випадку «далеким коханням» Рюделя вважають Мелісенду Єрусалимську або Годієрну Триполійську, у другому — Мелісенту Триполійську, дочку Годієрни та племінницю Мелісенди.

## Середньовічна віда
Перший життєпис Рюделя, так звану «віду», бл. 1225 року склав Юк де Сен-Сірк. Можливо, текст нижче створили, узявши за основу кансони про «кохання здалеку».
| (PRO) "Jaufres Rudels de Blaia si fo mout gentils hom, princes de Blaia. Et enamoret se de la comtessa de Tripol, ses vezer, per lo ben qu'el n'auzi dire als pelerins que venguen d'Antiocha. E fez de leis mains vers ab bons sons, ab paubres motz. E per voluntat de leis vezer, el se croset e se mes en mar, e pres lo malautia en la nau, e fo condug a Tripol, en un alberc, per mort. E fo fait saber a la comtessa et ella venc ad el, al son leit, e pres lo antre sos bratz. E saup qu'ela era la comtessa, e mantenent recobret l'auzir e•l flairar, e lauzet Dieu, que l'avia la vida sostenguda tro qu'el l'agues vista ; et enaissi el mori entre sos braz. Et ella lo fez a gran honor sepellir en la maison del Temple ; e pois, en aquel dia, ella se rendet morga, per la dolor qu'ella n'ac de la mort de lui. " | (УКР) «Джауфре Рюдель де Блая був дуже знатною людиною, сеньйором Блаї. Він закохався у графиню Триполі, ніколи її не бачивши, завдяки тим добрим речам, що чув про неї від пілігримів, які прийшли з Антіохії, і склав він про неї численні канцони з гарними мелодіями, але простими словами. Бажаючи побачити її, він прийняв хрест і вирушив за море, і захворів на кораблі; і, коли його довезли у Триполі, то перенесли у гостинний дім, неначе померлого. Графині повідомили про це, і вона прийшла до нього, до самісінького його ложа, і обійняла. Він взнав, що то була графиня, і до нього повернулися слух та здатність відчувати. Він подякував Богові за те, що життя не залишило його, допоки він не побачив її; і так, у неї на руках, він помер. Вона звеліла поховати його з великими почестями при домі тамплієрів; а потім, у той же день, через великий сум, заподіяний його смертю, постриглася у черниці.» |
| (Цитовано за: Troubadours and Love, L. T. Topsfield.) | |

## Біографія і оцінки творчості

#### Родина де Блая
Віконти де Блая — вихідці з роду графів Ангулемських, пов'язаного численними шлюбами з герцогами Аквітанськими та англійськими королями. Згідно з «Хронікою» Адемара Шабанського, близько 1000 року Гійом Тайфер ІІ, граф Ангулемський, отримав Блаю від герцога Аквітанії Гійома V Великого. Після його смерті Блая відійшла другому синові графа, Арно, але той помер, не лишивши прямих нащадків, тож спадкоємцем став його брат, восьмий син Гійома Тайфера ІІ — Жофруа Рюдель Ангулемський, котрого можна вважати засновником нового роду.
Онуком Жофруа Рюделя Ангулемського був Жерар (або Жирар) де Блая (1079—1126) — батько або дід трубадура Джауфре Рюделя, в залежності від гіпотези.
На думку деяких дослідників, Джауфре Рюдель також був родичем іншого трубадура Рігаута де Барбезьєу.
Титули, які використовувалися цією родиною — «віконт» або «сеньйор» (лат. «Blaviensis princeps»). Переклад «князь» у цьому випадку є помилковим.

#### Раннє життя
Початок ХІІ ст. для родини де Блая затьмарив кількарічний конфлікт з ангулемською ріднею (найбільш докладно описаний у статті Фредеріка Бутуля), в ході якого Жирар де Блая у 1126 році був змушений напасти на замок Монтіньяк, що належав його троюрідному брату Вюльгрену Ангулемському. Врешті-решт, за допомогою герцога Гійома Х Аквітанського, Вюльгрен вибив Жирара з Монтіньяка, а потім атакував так званий «замок Хариберта» у Блаї, де мешкав і трубадур Рюдель. За указом герцога Аквітанського, Блаю отримав Вюльгрен, а всі тамтешні укріплення мали бути зруйновані (пізніше Вюльгрен наказав звести у Блаї новий замок Château_des_Rudel; будівництво тривало з 1127 по 1140 рік).
На думку Роя Розенштейна, саме ці події спонукали Рюделя залишити і Блаю, і аквітанський двір і приєднатися до двору Еблеса ІІ Вентадорнського, прозваного Співцем, найголовнішого після Гійома ІХ Аквітанського покровителя трубадурів. До цього періоду Розенштейн відносить пісню «Pro ai del chan essenhadors» і перехід від впливу Гійома Трубадура та Маркабрюна і реалістичної манери творчості до манери ідеалістичної.
Також у ці часи Рюдель дружив із Альфонсом-Журденом Тулузьким, ще одним меценатом ХІІ ст., та його незаконним сином Бертраном. Їм адресований вірш «No sap chantar qi so non di», одна з кансон про «кохання здалеку». Згідно з дослідженням Гастона Парі, цей вірш носить жартівливий характер і є лише літературною грою.

#### Другий хрестовий похід
Як вважає Марсель Пако, до Другого хрестового походу Рюделя запросила приєднатися Алієнора Аквітанська.
Пісню Рюделя «Qand lo rossignols el foillos» Альфред Жанруа класифікує як «хрестоносну» і написану саме у поході.
Про те, що Рюдель був на Сході, свідчить і одна зі згадок сучасників — вірш Маркабрюна «Cortesamen vuoill comensar» [Архівовано 12 березня 2018 у Wayback Machine.], у торнаді до якого поет просить відіслати його «Джауфре Рюделю за море».

#### Після походу
На думку Леслі Топсфілд, вже після походу Маркабрюн адресував Рюделеві ще один вірш — «Ans que·l terminis verdei» [Архівовано 17 вересня 2018 у Wayback Machine.], де вивів друга під сеньялем «сір Упертюх».
Також до цього періоду належить пісня іспанського трубадура Гіраута де Кабрера[es] «Ensenhamen» («Cabra juglar…»), написана близько 1160 року. Перераховуючи поетичні еталони того часу, Кабрера у 5-й строфі згадує і Рюделя, доводячи, що у 1160 році той був ще живим.
|  | Гарний новий вірш // пана Рюделя... Оригінальний текст (фр.) Ja vers novel // bon d'En Rudell |

Альфонс-Журден загинув у 1148 році, його син Бертран потрапив у полон, з якого вийшов тільки у 1159 році, тож після хрестового походу Рюдель більше не підтримував дружні зв'язки з тулузьким двором. Натомість саме у Блаї зимою 1158—1159 р.р. Алієнора Аквітанська зі своїм другим чоловіком, Генріхом ІІ Англійським, підписала договір з іспанським графом Рамоном-Беренгером IV проти старшого із законних синів Альфонса-Журдена, Раймонда V Тулузького. Через допомогу короля Людовика VII спроба Алієнори захопити Тулузу закінчилася невдачею.

## Образ поета у світовій культурі
Легенда про любов Джауфре Рюделя була дуже популярна в європейській літературі — і у XIX—XX ст., і раніше.
Так, наприклад, Петрарка згадує Рюделя у своїй поемі «Тріумфи» («Тріумф кохання, IV»). Ще один італієць, Джозуе Кардуччі, пише на тему кохання здалеку вірш «Жофре Рюдель»[it] (1898).
Генріх Гейне створює вірша «Жофруа Рюдель та Мелісанда Триполі», що входить до циклу «Романсеро»[рос.] (1851).
Серед англійців тему Рюделя розробляють Роберт Браунінг («Рюдель — леді Тріполійській», 1842) та Свінберн («Тріумф часу», «Смерть Рюделя» (1858) та нині втрачена поема «Рюдель у раю», інакше іменована «Золотий дім»).
Загалом, до початку 20 століття налічувалось уже близько 100 літературних обробок цього сюжету, з-поміж яких вирізняється книга Жана де Нострдама «Життєписи давніх і найславетніших провансальських піїтів», надрукована в 1575 році, яка додає до біографій, складених Сен-Сірком, чимало вигадок.
Нострдам надихнув французького письменника і драматурга Фердінана Дюге на створення художнього роману у двох томах «Жофруа Рюдель»  [Архівовано 20 жовтня 2021 у Wayback Machine.] (1838), а згодом  Едмона Ростана, який у 1895 році написав п'єсу у віршах «Далека царівна» («Принцеса Мрія» у перекладі). За мотивами п'єси Ростана у 1896 році створено мозаїчне панно Михайла Врубеля, яке знаходиться на фасаді московського готелю «Метрополь» (картон до нього — у Третьяковскій галереї), а в 1900 році — опера Юлія Блейхмана «Принцеса Мрія»[рос.].
Мексиканець Рікардо Кастро[es] в 1906 році написав оперу «Легенда про Рюделя»[es] на лібретто французького автора Анрі Броді. Ще одну оперу, Любов здалеку, створила Кайя Сааріаго на лібретто Аміна Маалуфа; також їй належить твір «Lonh» («Здалеку»; написаний 1996) для сопрано та електроніки на вірші самого Рюделя.
Юрій Клен у циклі поезій «Прованс» присвятив Жофре Рюделю однойменний вірш.

## Українські переклади
В авторській антології перекладача Миколи Терещенка «Сузір'я французької поезії» (І — II, Київ, 1971) вміщено переклад найзнаменитішої канцони Рюделя — «Lanqan li jorn son lonc en mai».

## Пісні, що дійшли до наших часів
- Lanqand li jorn son lonc en mai (мелодія збереглася в трьох манускриптах)
- No sap chantar qi so non di (збереглася з мелодією [Архівовано 12 березня 2018 у Wayback Machine.])
- Qand lo rossignols el foillos (збереглася з мелодією [Архівовано 12 березня 2018 у Wayback Machine.])
- Qan lo rius de la fontana (збереглася з мелодією [Архівовано 12 березня 2018 у Wayback Machine.])
- Belhs m'es l'estius e·l temps floritz
- Pro ai del chan essenhadors

Вважаються апокрифічними (згідно з дослідженнями Альфреда Жанруа):
- Lan quan lo temps renovelha
- Qui non sap esser chantaire